# Pedro Burillo López
Pedro Burillo López (Zaragoza, 20 de diciembre de 1945) es catedrático de Ciencias de la Computación e Inteligencia Artificial de la Universidad Pública de Navarra y fue rector de la misma.

## Biografía
En 1987 acudió llamado por el Gobierno de Navarra con el cometido de poner en marcha la Universidad, desempeñando los cargos de Presidente de la Comisión Gestora y de rector provisional en 1991, año en el cual fue destituido por el nuevo Gobierno de Navarra de UPN.
En 2003 fue elegiedo rector de la Universidad Pública de Navarra, cargo que ejerció hasta el año 2007.
Entre 1991 y 2003 realizó con continuidad su tarea docente, de investigación y de gestión en la Universidad, con excepción de un lapso de excedencia como candidato independiente al Parlamento Foral en 1995 en las listas del PSN y Consejero de Educación del Gobierno de Navarra (1995-1996).
Obtuvo la Agregaduría en la Universidad de Córdoba (1977), y al año siguiente logró la cátedra en Valencia, en cuya Escuela de Ingenieros Agrónomos permaneció cinco años y ocupó el cargo de subdirector. Durante el lustro siguiente desempeñó su cátedra en la Universidad de Alcalá, universidad de la que fue Vicerrector de Profesorado.
Entre otros diversos cargos y encargos académicos, cabe destacar que ha sido el presidente de la Unidad Técnica de Evaluación de la Universidad Pública de Navarra, instancia que impulsa y da apoyo a los procesos de evaluación de la calidad auspiciados por el Ministerio de Educación y Ciencia y que se han llevado a cabo con arreglo a un programa exhaustivo en dicha universidad navarra.
En 2013 se le concedió la Medalla de Oro de la Universidad Pública de Navarra, por su papel en el origen de la misma como presidente de la Comisión Gestora y primer rector.
Está casado y tiene tres hijas.